# Pantoporia aigilipa
Pantoporia aigilipa är en fjärilsart som beskrevs av Hans Fruhstorfer 1908. Pantoporia aigilipa ingår i släktet Pantoporia och familjen praktfjärilar. Inga underarter finns listade i Catalogue of Life.